# Egor Kljuka
Egor Vasil'evič Kljuka (in bielorusso Ягор Васільевіч Клюка?, in russo Егор Васильевич Клюка?; Kobryn, 15 giugno 1995) è un pallavolista bielorusso naturalizzato russo, schiacciatore dello Zenit San Pietroburgo.

## Carriera

### Club
Cresciuto alternandosi fra pallavolo e scherma (in particolare la spada) ed optando a 13 anni per la prima, già due anni più tardi esordisce in Vysšaja Liha, massima serie bielorussa, mentre nell'annata 2011-12 si aggiudica il premio di miglior esordiente del campionato.
Le prestazioni del ragazzo convincono lo staff del Fakel ad ingaggiarlo per la propria formazione giovanile, dove gioca dal 2012 al 2014; completato il proprio percorso nel vivaio del club di Novyj Urengoj, nel campionato 2014-15 fa il proprio esordio in prima squadra, impegnata in Superliga; nelle sei annate in cui veste la maglia rossonera conquista la Challenge Cup 2016-17.
Nella stagione 2020-21 si trasferisce allo Zenit San Pietroburgo.

### Nazionale
All'inizio del 2011 con la nazionale under 19 bielorussa partecipa alle qualificazioni al campionato europeo di categoria e nel novembre dello stesso anno partecipa ad un raduno con la nazionale maggiore senza tuttavia disputare alcun incontro ufficiale.
L'anno successivo è invece impegnato nelle qualificazioni al campionato europeo under 20 con la selezione under 20.
Con il trasferimento al Fakel, smette di rispondere alle convocazioni dalla selezione nazionale bielorussa in previsione dell'acquisizione della cittadinanza russa, ottenuta la quale può esordire con la nuova casacca nel 2015. Con la nazionale under 23 vince il campionato mondiale di categoria 2015, mentre con quella maggiore vince il bronzo ai Giochi europei 2015, l'oro all'Universiade 2015, il titolo continentale agli Europei 2017, due edizioni della Volleyball Nations League e l'argento alle Olimpiadi di Tokyo 2020.

## Palmarès

### Club
- Challenge Cup: 1

2016-17

### Nazionale (competizioni minori)
- Campionato mondiale under 23 2015
- Giochi europei 2015
- Universiade 2015

### Premi individuali
- 2015 - Campionato mondiale under 23: MVP
- 2015 - Campionato mondiale under 23: Miglior schiacciatore
- 2019 - Volleyball Nations League: Miglior schiacciatore
- 2021 - Giochi olimpici: Miglior schiacciatore